# فرانك ديفيس (لاعب كرة قدم أمريكية)
فرانك ديفيس (بالإنجليزية: Frank Davis)‏ هو لاعب كرة قدم أمريكية أمريكي، ولد في 22 أغسطس 1981.

## وصلات خارجية
- فرانك ديفيس على موقع مرجع كرة القدم المحترفة.كوم (الإنجليزية)
- فرانك ديفيس على موقع JustSportsStats.com (الإنجليزية)